# 鳥斑隆頭麗魚
鳥斑隆頭麗魚，為輻鰭魚綱鱸形目隆頭魚亞目慈鯛科的其中一種，分布於非洲中非共和國Mbomou河流域， 體長可達5.3公分，棲息在溪流底部，生活習性不明。

## 擴展閱讀
維基物種上的相關：鳥斑隆頭麗魚